# Lombia
Lombia é uma comuna francesa na região administrativa da Nova Aquitânia, no departamento dos Pirenéus Atlânticos. Estende-se por uma área de 7,59 km². Em 2010 a comuna tinha 208 habitantes (densidade: 27,4 hab./km²).